# بو مار (کلرادو)
بو مار (به انگلیسی: Bow Mar) شهری در ایالت کلرادو کشور ایالات متحده آمریکا است که جمعیت آن در سرشماری سال ۲۰۱۰ میلادی، ۸۶۶ نفر بوده‌است.